# لنیا بردسیا
لنیا بردسیا (انگلیسی: Legna Verdecia؛ زادهٔ ۲۹ اکتبر ۱۹۷۲) جودوکار اهل کوبا بود.
وی در مسابقات کشوری و بین‌المللی در مجموع برندهٔ ۵ مدال طلا، ۲ مدال نقره، ۴ مدال برنز شده‌است.